# Брон Михайло Ісакович
Михайло Ісакович Брон (8 серпня 1896, Маріуполь— ?) — український радянський державний діяч.

## Біографія
Народився 8 серпня 1896 року в Маріуполі Катеринославської губернії. З 1916 року член РСДРП(б). Освіта незакінчена вища юридична. Член Всеукраїнського Центрального Виконавчого Комітету. З лютого 1932 по жовтень 1937 — прокурор Харківської області. Підполковник юстиції. 6 грудня 1937 року заарештований за контрреволюційну діяльність. 23 вересня 1939 року звільнений за відсутності доказів контрреволюційної діяльності.